# قلعه دیودامی
قلعه دیودامی مربوط به دوره اشکانیان - دوره ساسانیان است و در شهرستان میانه، بخش مرکزی، دهستان کله بوز غربی، ۱/۵ کیلومتری شرق روستای دوزنان واقع شده و این اثر در تاریخ ۱۵ اسفند ۱۳۸۵ با شمارهٔ ثبت ۱۷۹۳۱ به‌عنوان یکی از آثار ملی ایران به ثبت رسیده است.